# Alexander Forbes Irvine Forbes
Alexander Forbes Irvin Forbes, južnoafriški astronom, * 13. april 1871, Kinellar, Škotska, † 15. maj 1959.

## Življenjepis
Rojen je bil na Škotskem. V Južno Afriko je prišel v letu 1896. Zaradi študija se je vrnil na Škotsko in nato zopet emigriral v Južno Afriko. Delal je kot arhitekt. Bil je tudi predsednik Astronomske družbe Južne Afrike.

## Delo
Odkril je periodični komet 37P/Forbes. Je tudi eden izmed soodkriteljev kometa »Comet Pons-Coggia-Winnecke-Forbes«, ki je danes znan kot Komet Crommelin (27P/Crommlein). Komet Crommlein je dobil ime po astronomu, ki je prvi določil kometovo tirnico. Forbes je odkril še parabolični komet C/1930 L1
1. 1 2  Biographical Database of Southern African Science — 2002.